# Эйрс, Ромейн
Ромейн Бэк Эйрс (англ. Romeyn Beck Ayres; 20 декабря 1821 — 4 декабря 1888) — американский кадровый военный, генерал федеральной армии в годы Гражданской войны в США.

## Ранние годы
Эйрс родился в Ист-Крик на реке Мохаук в округе Монтгомери, штат Нью-Йорк. Он был сыном провинциального врача, который склонял всех своих детей к аналогичной карьере и обучал их латыни. В 1843 году Эйрс поступил в военную академию Вест-Пойнт, где стал главным авторитетом в области латыни среди кадетов. Эйрс окончил академию 22-м по успеваемости в выпуске 1847 года. Его определили в 4-й артиллерийский полк во временном звании второго лейтенанта. В это время уже началась Американо-мексиканская война, но Эйрсу пришлось служить только в гарнизонах Пуэблы и Мехико вплоть до 1850 года, и он так и не увидел настоящего сражения. 22 сентября 1847 года ему присвоили постоянное звание второго лейтенанта.
14 августа 1849 года Эйрс женился на Эмили Луиз Герри Деборн из мэнского Бангора. В их семье было 4 сына и 3 дочери.
После Мексиканской войны Эйрс служил в различных гарнизонах: в форте Адамс (Род-Айленд, 1850—1851), на военной базе Джефферсоновские казармы (к югу от Сент-Луиса, штат Миссури, 1851—1852), в форте Индепенденс (Массачусетс, 1852—1853), снова в форте Адамс в 1853, в форте Браун (Техас 1853), в фортах Вуд и Коламбус (Нью-Йорк 1854) и в Бениции (Калифорния, 1854—1855). 16 марта 1852 года Эйрс стал первым лейтенантом.
Эйрс так же служил на фронтире: в форте Миллер в Калифорнии (1855) и форте Снеллинг в Миннесоте (1855—1857). В 1857 году участвовал в экспедиции на Йеллоу Медишен Ривер, в том же году служил в форте Ливенворт, а в 1858 на рекрутской службе в Калифорнии. Служил в форте Юма (1858—1859), форте Гастон (1859) и гарнизоне Сан-Франциско (1859). В 1859—1861 годах служил в форте Монро в Вирджинии.

## Гражданская война
14 мая 1861 года Эйрс получил звание капитана и был направлен в 5-й артиллерийский полк. В начале июля его батарея стояла в укреплениях Вашингтона, а затем в составе бригады Уильяма Шермана участвовала в наступлении на Манассас. Батарея была задействована в сражении при Блэкбернс-Форд. В первом сражении при Булл-Ран батарея активно не использовалась, но участвовала в прикрытии отступающей армии после сражения. В конце лета батарея Эйрса стояла в Вашингтоне, а 1 октября он стал шефом артиллерии при дивизии Уильяма Смита. В этой должности Эйрс прослужил до весны 1863 года, участвуя в кампании на полуострове (участвуя в осаде Йорктауна, сражении при Уильямсберге, при Гейнс-Милл и Глендейле) и Мэрилендской кампании, где его батарея участвовала в сражении у Южной горы и сражении при Энтитеме.
С 15 октября по 1 декабря Эйрс находился в отпуске по состоянию здоровья, и в это время, 29 ноября 1862 года, ему было присвоено звание бригадного генерала добровольческой армии и он стал шефом артиллерии VI корпуса Потомакской армии. В этом новом звании он участвовал в сражении при Фредериксберге.
C 27 января по 4 апреля 1863 года Эйрс снова находился в отпуске по болезни и в это время пришел к мнению, что пехотные офицеры имеют больше шансов на повышение, поэтому запросил перевода в пехоту. В итоге к началу Чанселорсвиллской кампании он стал командиром 1-й бригады 2-й дивизии V корпуса Потомакской армии. Его бригада состояла из четырёх регулярных полков:
- 3-й пехотный полк, роты B, C, F, G, I и K: капитан Джон Уилкинс
- 4-й пехотный полк, роты C, F, H и K: капитан Хайрем Драер
- 12-й пехотный полк, роты A, B. C, D и G (1-й батальон) и роты A, C и D (2-й батальон): майор Ричард Смит
- 14-й пехотный полк, роты A, B, D, E, F, и G (1-й батальон) и роты F и G (2-й батальон): кап. Джонатан Хагер

В первый день сражения при Чанселорсвилле бригада Эйрса стояла на левом фланге наступающей дивизии Джорджа Сайкса и столкнулась с дивизией Лафайета Мак-Лоуза на дороге Оранж—Тенпайк. Из-за угрозы окружения вся дивизия отошла на Чанселорсвиллское плато, после чего на участке бригады Эйрса серьёзных боевых действий не происходило.
Во время геттисбергской кампании корпусной командир Джордж Мид стал командующим Потомакской армии, его место командира дивизии занял Джордж Сайкс, а регулярная дивизия Сайкса досталась Эйрсу, несмотря на почти полное отсутствие у него опыта командования пехотными частями. Эта дивизия на тот момент состояла из трёх пехотных бригад:
- Бригада Ганнибала Дэя[англ.]: 5 полков регулярной армии
- Бригада Сидни Бербанка[англ.]: 5 полков регулярной армии
- Бригада Стивена Уида

V корпус прибыл к Геттисбергу только на второй день сражения, 2 июля 1863 года. Первой была введена в сражение дивизия Бернса, а затем — дивизия Эйрса. Бригаду Уида сразу же забрали на усиление высоты Литл-Раунд-Топ, так что Эйрс привел на поле боя только две бригады — Бербанка и Дэя, которые заняли позицию на восточном краю Пшеничного Поля (Wheatfield). Здесь Эйрса встретил генерал Колдуэлл, дивизия которого как раз попала в трудное положение а Уитфилде. Пока они разговаривали, адъютант Эйрса заметил, что дивизия Колдуэлла отступает. «Это не так, сэр, их просто заменяют», — ответил недовольный Колдуэлл. «Кто бы там что ни говорил, — сказал адъютант Эйрсу, — но эти люди бегут». Тогда Эйрс принял решение выдвинуть бригаду Бербанка вперёд и развернуть её влево, чтобы усилить левый фланг дивизии Колдуэлла. Дивизия начала выполнять этот манёвр, и сразу попала под огонь с правого фланга. Ей было велено отступить обратно к стене и далее за стену, и обе бригады стали отходить за ручей Плам-Ран. Не успев принять существенного участия в сражении, дивизия Эйрса потеряла почти половину своего состава: 447 человек потерял Бербанк и 382 потерял Дэй.
Несмотря на отсутствие успехов в этом бою, действия Эйрса высоко оценили и он получил звание майора регулярной армии. Сразу после сражения его дивизия была направлена в Нью-Йорк на подавление призывного бунта.
В марте 1864 года Потомакская армия была реорганизована, количество корпусов было сокращено, и в итоге Эйрс стал командовать 4-й бригадой 1-й дивизии V корпуса. В этом звании он участвовал в Оверлендской кампании Гранта, а во время осады Петерсберга стал командиром новой 2-й дивизии V корпуса. 1 августа 1864 года он получил временное звание генерал-майора добровольческой армии. В этом звании он участвовал в Аппоматтоксской кампании.
После войны Эйрса спросили, всё ли ещё служит его регулярная дивизия, на что он ответил: «У меня была регулярная дивизия. Половину её я похоронил под Геттисбергом, а вторую половину в Глуши. От регуляров совсем ничего не осталось».

## Послевоенная деятельность
После окончания войны Эйрс командовал дивизией Временного Корпуса и Дистриктом Шенандоа. 30 апреля 1866 года он покинул добровольческую армию, а 28 июля того же года получил звание подполковника регулярной армии и был приписал к 28-му пехотному полку. 15 марта 1869 года его перевели в 19-й пехотный полк. 15 декабря 1870 года Эйрс перешёл в 3-й артиллерийский полк. Он служил в различных гарнизонах, в частности, в Мэдисоновских казармах с 1872 по 1877 год. 15 июля 1879 года Эйрс получил звание полковника.
Эйрс умер в форте Гамильтон, Нью-Йорк, и был похоронен на Арлингтонском кладбище.

## Комментарии
1. 1 2  В устье реки Ист-Канада-Крик[англ.]